# Roca de la Mel (el Pont de Suert)
La Roca de la Mel és una muntanya de 1.293 metres que es troba al municipi del Pont de Suert, a la comarca catalana de l'Alta Ribagorça.